# ساموئل امبانگولا
ساموئل امبانگولا (انگلیسی: Samuel Mbangula؛ زادهٔ ۱۶ ژانویهٔ ۲۰۰۴) بازیکن فوتبال اهل بلژیک است که در پست وینگر برای باشگاه وردربرمن در بوندسلیگا بازی می‌کند. 
از باشگاه‌هایی که در آن بازی کرده است می‌توان به اندرلخت، یوونتوس اشاره کرد.
وی همچنین در تیم‌های ملی فوتبال زیر ۱۵ سال، زیر ۱۷ سال، زیر ۱۸ سال، زیر ۱۹ سال بلژیک و زیر ۲۱ سال بلژیک بازی کرده است.

## زندگی شخصی
وی علی‌رغم بازی در رده‌های پایه تیم ملی فوتبال بلژیک اصالتی کنگویی دارد و برای این کشور نیز می‌تواند بازی کند.